# Coryphaenoides marshalli
Coryphaenoides marshalli es una especie de pez de la familia Macrouridae en el orden de los Gadiformes.

## Morfología
• Los machos pueden llegar alcanzar los 50 cm de longitud total.

## Hábitat
Es un pez de aguas profundas que vive entre 1.134-1.556 m de profundidad.

## Distribución geográfica
Se encuentra en el Golfo de Guinea.